# Barbara Wylie

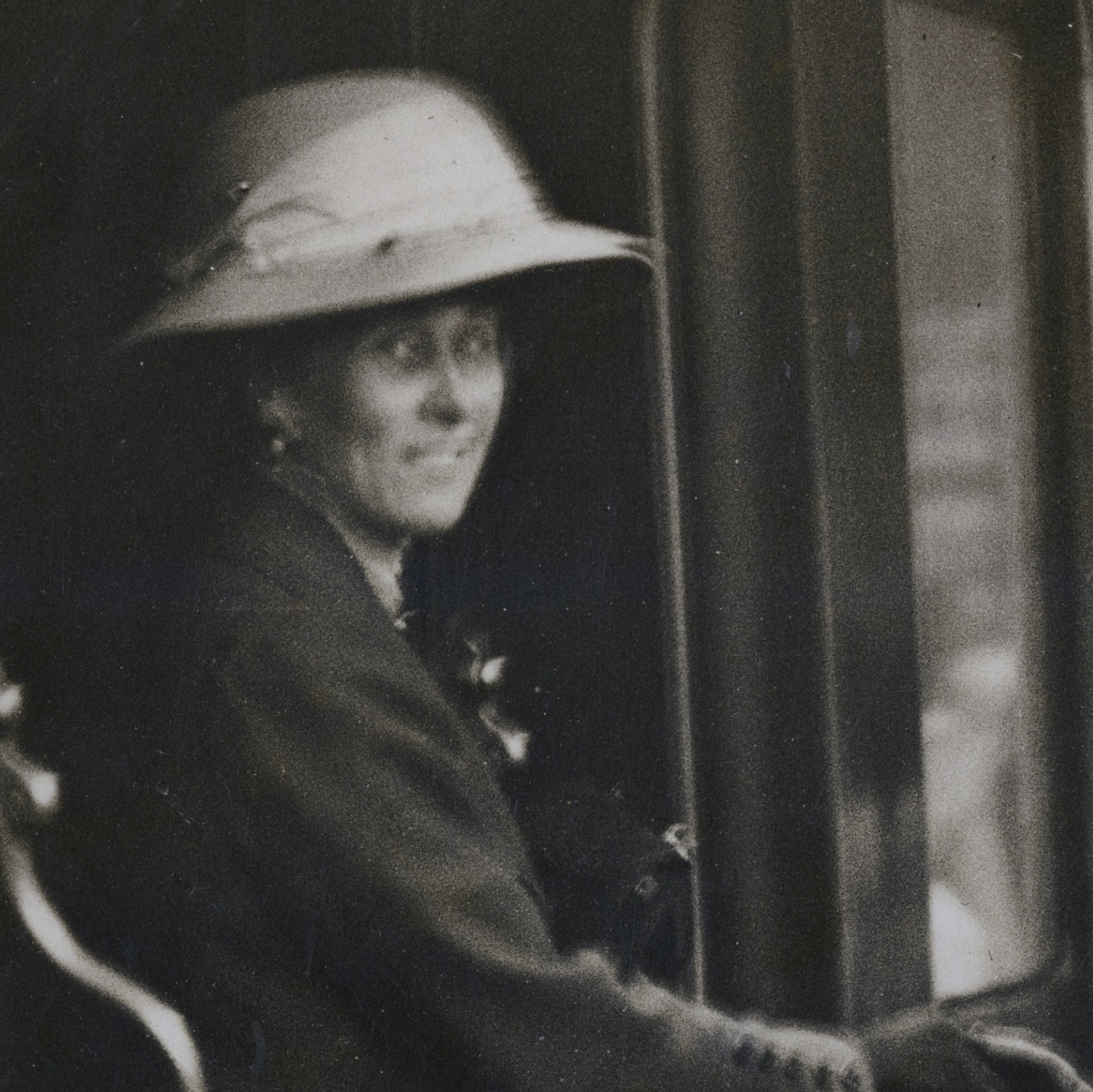
Barbara Wylie, 1912

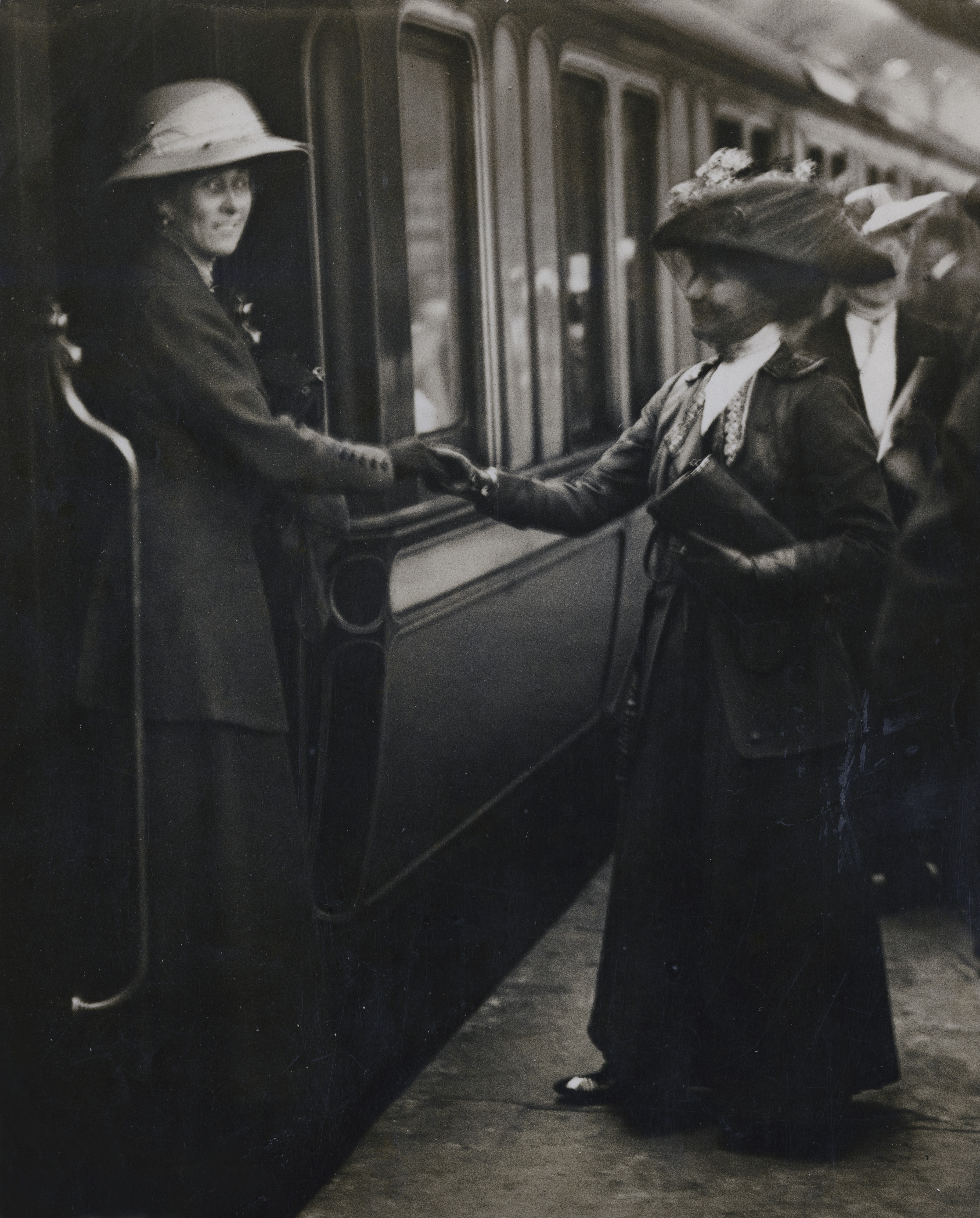
Emmeline Pankhurst verabschiedet Barbara Wylie am Bahnhof Euston die Hand, bevor Wylie zu einer Vortragsreise durch Kanada aufbricht, 1912

Barbara Fanny Wylie (* 11. September 1861 in Shrewsbury, Shropshire; † 1954) war eine englisch-britische Suffragette. 1909 schloss sie sich der Women’s Social and Political Union (WSPU) an und trat 1910 dem Glasgower Zweig der WSPU als Aktivistin und Organisatorin bei. Wylie ist vor allem dafür bekannt, dass sie 1912 auf einer Kampagnenreise durch Kanada eine Rede zur Unterstützung des Frauenwahlrechts hielt, in der sie den Begriff „Taten statt Worte“ (deeds not words) prägte.

## Leben
Wylie wurde als Tochter des schottischen Bauingenieurs David Wylie und Elizabeth Clarke geboren. Wylie hatte drei Schwestern und sechs Brüder. Alle vier Wylie-Schwestern wurden Teil der britischen Frauenbewegung. Ihr Bruder David James wurde wie sein Vater Bauingenieur und wanderte 1880 nach Saskatchewan, Kanada, aus.
1909 trat Wylie der Ortsgruppe Glasgow der Women’s Social and Political Union (WSPU) bei, die im März 1906 gegründet worden war. Ab 1910 wurde sie als Organisatorin des Zweiges eingesetzt, trat jedoch 1913 zurück, als Sylvia Pankhurst das Amt der ehrenamtlichen Sekretärin übernahm. Wylie hielt Reden und organisierte Aufmärsche, sie beteiligte sich an militanten Aktionen und wurde dabei verhaftet. Sie ist in der sogenannten Roll of Honour of Suffragette Prisoners der Suffragette Fellowship aufgeführt.
Am 25. Juli 1910 hielt sie auf dem Calton Hill in Edinburgh eine Rede, die parallel in London gehalten wurde und die das im Parlament in zweiter Lesung verhandelte Frauenwahlrechtsgesetz adressierte, und sie appellierte an das Parlament, das Gesetz zu verabschieden.
Im Jahr 1911 wurde Wylie verhaftet und für sieben Tage inhaftiert. Am 11. September 1911 sprach sie auf einer Wahlrechtsversammlung in den Art Galleries in Kilmarnock, Ayrshire, und erklärte, dass Frauen das Wahlrecht anstrebten, da sie nur damit „sich als Frauen ausdrücken und ihre Interessen als menschliche Wesen schützen könnten“.
Im März 1912 nahm sie an Aktion in London teil, bei der Schaufenster eingeschlagen wurden und wurde verhaftet.  Am 10. August 1912 nahm Wylie an einer Versammlung unter freiem Himmel teil, bei der sie über die Ungerechtigkeit des fehlenden Wahlrechts sprach und argumentierte, dass Frauen zwar bereits faktisch an der Politik beteiligt wären und auch arbeiteten und für ihren Lebensunterhalt sorgten, aber trotzdem keine Stimme hatten.
Ebenfalls im Jahr 1912 veranstaltete die WSPU in Doncaster, South Yorkshire, eine öffentliche Versammlung unter freiem Himmel, die von Gegnern angegriffen wurde. Sie unterbrachen die Rede von Wylie und warfen mit faulen Eiern und Orangenschalen, bis die Versammlung aufgelöst wurde. Violet Key Jones, eine der Organisatorinnen der Veranstaltung, sagte später: „Diese Art von Rowdytum kann der Sache nur helfen […] Ich hätte gesprochen, wenn ich meine Stimme über den Lärm hätte erheben können.“ Als Wylie in Bradford-on-Avon, Wiltshire, zusammen mit Aethel Tollemache sprach, mussten die Frauen von der Polizei zum Bahnhof eskortiert werden, um sie vor einer Menge junger Männer zu schützen, die sie anbrüllten und auf sie losgingen.
Wylie ging 1912 auf eine Vortragsreise vom Imperial Order Daughters of the Empire finanzierten nach Kanada. Die kanadische Frauenrechtsbewegung hatte eine Vertreterin ihrer Schwesterorganisation WPSU erbeten, um die Suffragetten in Kanada zu stärken und zu vereinen und sie falls erforderlich – so Wylie – auch zu militanten Aktionen zu bewegen, um Veränderungen zu erreichen. Emmeline Pankhurst war der Meinung, dass Wylie in Kanada einen Vorteil hatte, da ihr Bruder David in der konservativen Regierung der Provinz Saskatchewan war. David Wylie zeigte jedoch anscheinend keine Unterstützung für das Frauenwahlrecht, es war ein anderes konservatives Mitglied, Albert Bradshaw, der eine Initiative in die Legislative einbrachte.
Wylies Kommen war wegen ihres militanten Rufs bei den weniger militanten Suffragetten in Kanada zunächst nicht wirklich willkommen, und man warnte sie, dass sie sofort ausgewiesen würde, wenn sie Unruhen anzetteln würde. Dies hielt Wylie jedoch nicht auf, und sie gab an, dass sie notfalls mit dem Flugzeug nach Kanada kommen würde. Vor ihrer Abreise traf Wylie in London mit dem kanadischen Premierminister Robert Borden zusammen. Sie begründete, warum die WSPU nach Kanada kam, in der Hoffnung, dass er die Anliegen der Frauen unterstützen würde. Wesentliches Ziel von Wylies Tour war die Aktivierung der Frauenrechtsbewegung.
Die Tournee begann in Quebec. Am 4. November 1912 hielt sie in Montreal zusammen mit Emmeline und Sylvia Pankhurst eine Rede. Sie forderte die anwesenden Frauen auf, für ihre Rechte und Freiheiten einzutreten und sich für Veränderungen starkzumachen.
Am 3. April 1913 hielt Wylie in Calgary eine Rede, die zu der Rede wurde, für die sie bekannt wurde, und die auch zu einem Slogan der WPSU wurde. Sie sagte: „Gebt die damenhaften konstitutionellen Methoden auf. Seid nicht fügsam, seid nicht damenhaft. Habt keine Angst, aufzufallen. Jetzt ist die Zeit für Taten, nicht für Worte.“ Sie benutzte bildhafte Formulierungen und meinte, dass Frauen bisher nicht für sich selbst eingetreten seien und dass sie dringend handeln müssten. Sie sprach auch in Vancouver und New Westminster in British Columbia und hielt Versammlungen in Regina, Moose Jaw und Maple Creek in Saskatchewan.
Zurück in England veröffentlichte Wylie Artikel über ihre Tournee, darunter einen mit dem Titel Woman’s position in Canada. Am 22. Juni 1914 wurde Wylie erneut vor dem His Majesty's Theatre verhaftet.
Wylie war eine enge Freundin und Verbündete von Emmeline Pankhurst innerhalb der Wahlrechtsbewegung. Wylie unterstützte Pankhurst mehrfach, unter anderem am 22. Mai 1914, als sie als Leibwächterin fungierte, um Pankhurst vor ihrer Verhaftung in der St Andrew’s Halls in Glasgow zu schützen. Dies endete damit, dass Wylie verletzt und verhaftet wurde. Wylies Haus fungierte auch als sicherer Zufluchtsort und erhielt den Spitznamen „das Mäuseloch“, das Pankhurst benutzte, wenn sie sich vor der Polizei versteckte. 1919 gehörte Wylie zu einer Gruppe ehemaliger Suffragetten, die einen Testimonial Fund aufstellten, um Christabel und Emmeline Pankhurst in einer Zeit finanzieller Schwierigkeiten zu unterstützen. Als Emmeline Pankhurst am 14. Juni 1928 starb, war Wylie neben den ehemaligen Suffragetten Georgina und Marie Brackenbury, Marion Wallace Dunlop, Harriet Kerr, Kitty Marshall, Marie Naylor und Ada Wright einer ihrer Sargträgerinnen.
Wylie selbst starb 1954.